# Französische Gemeinschaft Belgiens
Die Französische Gemeinschaft Belgiens (französisch Communauté française de Belgique, niederländisch Franse Gemeenschap van België) ist neben der Flämischen Gemeinschaft und der Deutschsprachigen Gemeinschaft eine der drei Gemeinschaften des Königreichs Belgien und somit ein Gliedstaat des belgischen Bundesstaates.

## Kontroverse um Bezeichnung
Die von frankophoner Seite eingeführte – in die Verfassung Belgiens nicht eingegangene und von flämischer Seite nicht akzeptierte – Eigenbezeichnung lautet Fédération Wallonie-Bruxelles („Föderation Wallonie-Brüssel“). Flämische und frankophone Politiker werfen sich gegenseitig vor, die zweisprachige Region Brüssel-Hauptstadt jeweils für ihre eigene Seite zu beanspruchen, was ein Grund für die Ablehnung der Bezeichnung Fédération Wallonie-Bruxelles durch die flämische Seite ist.
Am 25. Mai 2011 wurde die Bezeichnung Französische Gemeinschaft Belgiens durch einseitigen Beschluss des Parlaments der Französischen Gemeinschaft Belgiens durch die Bezeichnung Fédération Wallonie-Bruxelles („Föderation Wallonie-Brüssel“) ersetzt. Durch die Umbenennung sollten sowohl die Eigenständigkeit Brüssels als Region als auch die Zusammengehörigkeit der frankophonen Einwohner Brüssels und der Wallonie betont werden. Insbesondere die Eigenständigkeit Brüssels ist von flämischer Seite im Vorfeld hinterfragt worden, da Brüssel historisch lange eine niederländischsprachige Stadt war und von flämischer Seite auch heute noch als flämisch beansprucht wird. Die Umbenennung rief die Kritik flämischer Politiker hervor, die in der ausdrücklichen Betonung Brüssels im neuen Namen einen Schritt hin zur Annexion Brüssels durch die Französische Gemeinschaft sahen. Der Ministerpräsident der Flämischen Region Kris Peeters verweigerte eine Anerkennung der Organe dieser Föderation, da sie keine verfassungsrechtliche Legitimation habe. Die Umbenennung der Französischen Gemeinschaft Belgiens in Föderation Wallonie-Brüssel wird von ihren meist flämischen Kritikern oft als ein politisch-taktisches Instrument der französischsprachigen Politiker angesehen. Aus einer im März 2013 durchgeführten Umfrage, wonach sich 68 Prozent der Brüsseler im Falle der Aufspaltung Belgiens für ein unabhängiges Brüssel aussprachen, wohingegen sich nur 26 Prozent der befragten Brüsseler für eine Föderation mit der Wallonie erwärmen konnten, wird fehlender Rückhalt für die Umbenennung abgeleitet.
Als Resultat der verfassungsrechtlichen Bedenken erscheint der Name Französische Gemeinschaft Belgiens zwar weiterhin in der Verfassung Belgiens, während in den Veröffentlichungen der Französischen Gemeinschaft der Name Föderation Wallonie-Brüssel durchgehend verwendet wird. Die Deutschsprachige Gemeinschaft verwendet die Bezeichnung Französische Gemeinschaft, aber teilweise auch Föderation Wallonie-Brüssel. Gleichzeitig mit dem neuen Namen wurde ein neues Logo vorgestellt. Statt des roten Hahns auf gelbem Grund wird ein Logo aus drei stilisierten Buchstaben (FWB) in den Farben Rot, Gelb und Blau verwendet.

## Geographischer Zuständigkeitsbereich
Die Französische Gemeinschaft Belgiens ist zuständig sowohl für den größten (französischsprachigen) Teil der Wallonischen Region als auch für den französischsprachigen Teil der Bevölkerung der Region Brüssel-Hauptstadt.
Sie ist nicht zuständig für die Bewohner des Gebietes der Deutschsprachigen Gemeinschaft, welches in der Wallonischen Region liegt und sie ist ebenfalls nicht zuständig für den niederländischsprachigen Teil der Bevölkerung in der Region Brüssel-Hauptstadt.

## Institutionen
Im Gegensatz zur Flämischen Gemeinschaft, wo schon im Jahr 1980 das Parlament und die Regierung der Flämischen Region mit dem der Flämischen Gemeinschaft zusammengelegt wurden, existieren separate Parlamente und Regierungen für die Wallonische Region und die Französische Gemeinschaft. Das Parlament der Französischen Gemeinschaft (französisch Parlement de la Communauté française de Belgique) wird aber nicht direkt gewählt, sondern setzt sich aus 75 Abgeordneten der Region Wallonien und 19 Abgeordneten der Hauptstadtregion zusammen. Der Sitz der Institutionen der Französischen Gemeinschaft Belgiens ist Brüssel.
| Name                            | Beginn der Amtszeit | Ende der Amtszeit  | Partei |
| ------------------------------- | ------------------- | ------------------ | ------ |
| Philippe Moureaux (erstes Mal)  | 22. Dezember 1981   | 9. Dezember 1985   | PS     |
| Philippe Monfils                | 9. Dezember 1985    | 2. Februar 1988    | PRL    |
| Philippe Moureaux (zweites Mal) | 2. Februar 1988     | 9. Mai 1988        | PS     |
| Valmy Feaux                     | 11. Mai 1988        | 7. Januar 1992     | PS     |
| Bernard Anselme                 | 7. Januar 1992      | 4. Mai 1993        | PS     |
| Laurette Onkelinx               | 6. Mai 1993         | 13. Juli 1999      | PS     |
| Hervé Hasquin                   | 14. Juli 1999       | 18. Juli 2004      | PRL/MR |
| Marie Arena                     | 19. Juli 2004       | 20. März 2008      | PS     |
| Rudy Demotte                    | 20. März 2008       | 17. September 2019 | PS     |
| Pierre-Yves Jeholet             | 17. September 2019  | 15. Juli 2024      | MR     |
| Elisabeth Degryse               | 15. Juli 2024       | amtierend          | LE     |

## Kompetenzen
In die Zuständigkeit der Gemeinschaften fallen in Belgien Kultur, Bildung, Sprache und Teile des Sozialwesens.